# 小行星6706
小行星6706（英語：6706）是一颗围绕太阳公转的小行星。1988年11月11日，小島卓雄在千代田发现了此天体。
这颗小行星的绝对星等为42.25951等。